# Tiropita

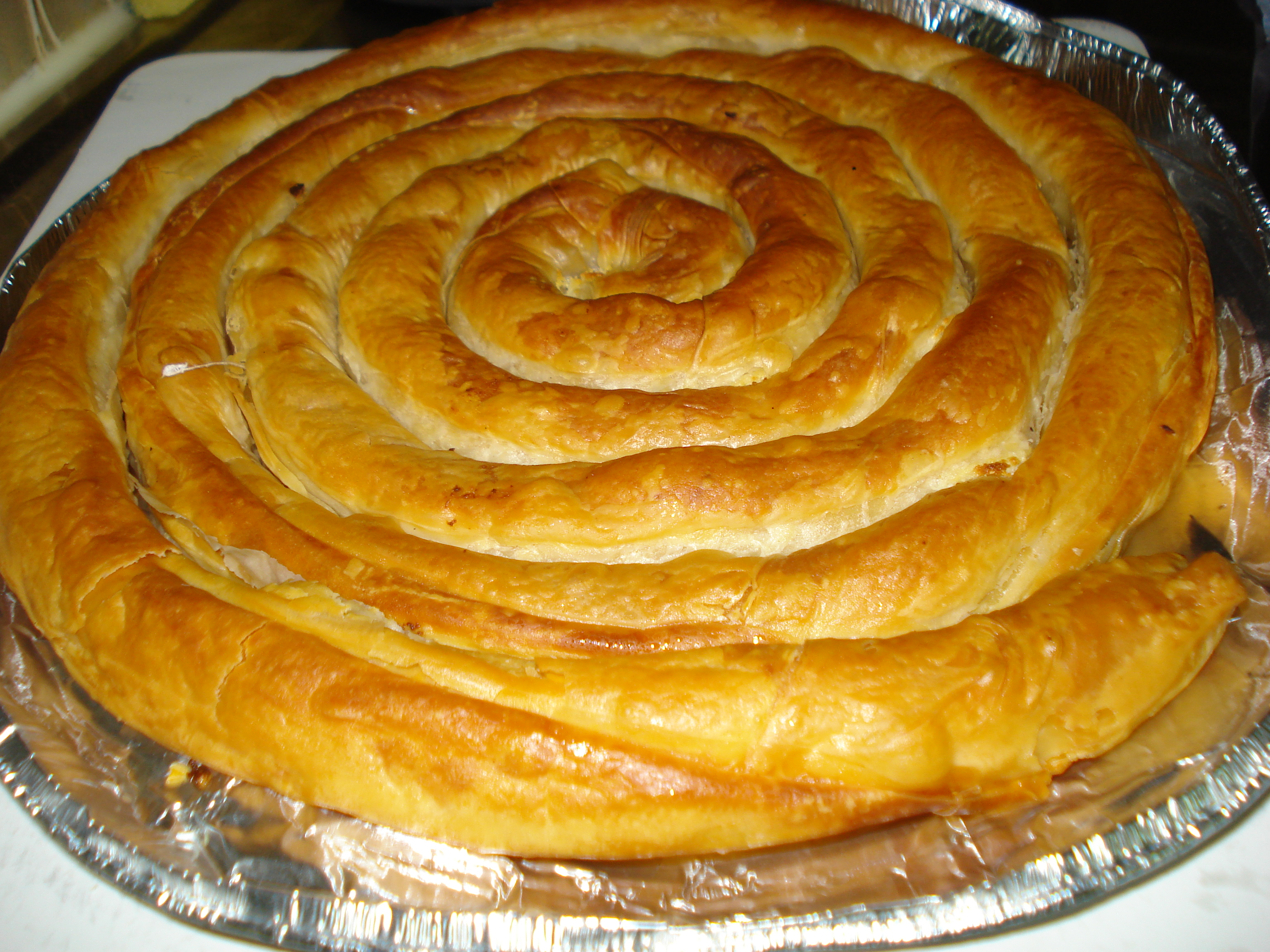
Tiropita enrollada.

La tiropita o tyropita (en griego τυρóπιτα) es un pastel salado típico de la cocina griega elaborado con capas de masa filo y relleno con una mezcla de queso y huevo.
Una variante es la tarta de queso espiral de Skópelos, en la que tiras largas de masa filo rellena de queso se enrollan en una espiral y se fríen.
La tiropita también puede hacerse en una sartén grande (ταψί) y cortarse en porciones individuales después de cocinarse. La versión individual se vende en panaderías de toda Grecia, donde es un aperitivo y desayuno popular. Alternativas a la tiropita son la spanakopita, un pastel salado con espinacas, así como la bougatsa.
La tiropita de Patmos está incluida en el Arca del Gusto.